# Wpuszczony w kanał
Wpuszczony w kanał (ang. Flushed Away) – amerykańsko-brytyjski film animowany z 2006 roku, który wyreżyserowali David Bowers i Sam Fell.

## Obsada
- Hugh Jackman – Roddy
- Kate Winslet – Rita
- Ian McKellen – The Toad
- Jean Reno – Le Frog
- Bill Nighy – Whitey
- Andy Serkis – Spike
- Shane Richie – Sid
- Kathy Burke – Mama Rity
- David Suchet – Tata Rity
- Miriam Margolyes – Babcia Rity
- Rachel Rawlinson – Tabitha

## Nagrody
Brytyjska Akademia Sztuk Filmowych i Telewizyjnych – BAFTA
- nominacja w kategorii Najlepszy film animowany

Międzynarodowe Stowarzyszenie Twórców Filmu Animowanego – Annie
- wygrana w kategorii Najlepsze indywidualne osiągnięcie: animacja postaci – Gabe Hordos
- wygrana w kategorii Najlepsze indywidualne osiągnięcie: efekty animowane – Scott Cegielski
- wygrana w kategorii Najlepsze indywidualne osiągnięcie: scenariusz – Christopher Lloyd, Dick Clement, Ian La Frenais, Joe Keenan, William Davies
- wygrana w kategorii Najlepsze indywidualne osiągnięcie: scenografia – Pierre-Olivier Vincent
- wygrana w kategorii Najlepsze osiągnięcie w grze głosem – Ian McKellen jako głos Toada
- nominacja w kategorii Najlepsze indywidualne osiągnięcie: animacja postaci – Line Korsgaard Andersen
- nominacja w kategorii Najlepsze indywidualne osiągnięcie: reżyseria animowanej produkcji kinowej – David Bowers, Sam Fell
- nominacja w kategorii Najlepsze indywidualne osiągnięcie: storyboarding – Simon Wells

Akademia Science Fiction, Fantasy i Horroru – Saturn
- nominacja w kategorii Najlepszy film animowany

Międzynarodowa Akademia Prasy – Satelita
- nominacja w kategorii Najlepszy film animowany lub łączący w sobie różne media

Amerykańska Gildia Producentów Filmowych – Złoty Laur
- nominacja w kategorii Najlepszy producent filmu animowanego – Cecil Kramer, Peter Lord

## Wersja polska
Opracowanie wersji polskiej: Start International Polska

Reżyseria: Artur Kaczmarski

Dialogi polskie: Bartosz Wierzbięta

Kierownik produkcji: Dorota Nyczek

Teksty piosenek: Tomasz Robaczewski

W wersji polskiej udział wzięli:
- Jacek Bończyk – Roddy
- Edyta Olszówka – Rita
- Krzysztof Stelmaszyk – Deja Ba
- Andrzej Chudy – Al Ropuch
- Marcin Perchuć – Szpenek
- Sławomir Pacek – Sid
- Zbigniew Konopka – Chlorian
- Grzegorz Pawlak –
  - Ojciec Rity,
  - Komentator sportowy
- Agnieszka Kunikowska – Mama Rity
- Artur Kaczmarski –
  - Ojciec Tabithy,
  - Jeden ze szczurów
- Izabela Dąbrowska –
  - Mama Tabithy,
  - Amerykanka w kanale
- Wojciech Paszkowski – Amerykanin w kanale
- Janusz Wituch – Zabawka żołnierz
- Jarosław Boberek –
  - Rybka,
  - Pomocnik Al Ropucha z zatkanym nosem
  - Autor obrazu „Londyn z lotu ptaka”
- Aleksander Mikołajczak – Policjant
- Marek Robaczewski – Szczur zapowiadający koniec świata
- Krzysztof Szczerbiński – Brat Rity
- Cezary Kwieciński – Jeden z pomocników Deja By
- Grzegorz Drojewski – Ryba Ala Ropucha

oraz
- Elżbieta Araszkiewicz(inne języki)
- Elżbieta Kopocińska-Bednarek
- Julia Chatys
- Jacek Kopczyński
- Paweł Galia
- Miłogost Reczek
- Anna Apostolakis-Gluzińska
- Wit Apostolakis-Gluziński
- Klaudiusz Kaufmann
- Magdalena Krylik
- Beniamin Lewandowski
- Mateusz Narloch
- Joanna Pach
- Małgorzata Puzio-Miękus
- Tomasz Steciuk
- Paweł Szczesny
- Jakub Szydłowski
- Paweł Tymosiak